# Heterolaophonte denticulata
Heterolaophonte denticulata är en kräftdjursart som beskrevs av K. M. Roe 1958. Heterolaophonte denticulata ingår i släktet Heterolaophonte och familjen Laophontidae. Inga underarter finns listade i Catalogue of Life.